# Oscar Gallardo Plaza
Oscar Gallardo Plaza   (Madrid, 26 de juny de 1965) és un ex-pilot d'enduro espanyol, dues vegades Campió d'Espanya en categoria 4T i un dels motociclistes espanyols més complets. Durant la seva carrera en el motociclisme participà també en raids africans, havent acabat segon absolut a l'edició de 1997 del Ral·li Dakar.
Llicenciat en Sociologia per la Universitat Complutense, ha compaginat els estudis amb l'esport professional i amb altres activitats com ara l'atletisme, l'esquí i el golf. Actualment, Gallardo és directiu de l'empresa Dorna i el màxim responsable del Campionat d'Espanya de Motociclisme de Velocitat, conegut com a CEV.

## Palmarès en Enduro
- 2 Campionats d'Espanya d'enduro 4T amb Husqvarna (1995 i 1996)
- 1 Subcampionat (1997) i un tercer lloc final (1994) al Campionat espanyol d'enduro 4T
- 2 tercers llocs finals al Campionat del Món d'enduro (1996 - 1997)